# Parrocchie della sede suburbicaria di Frascati

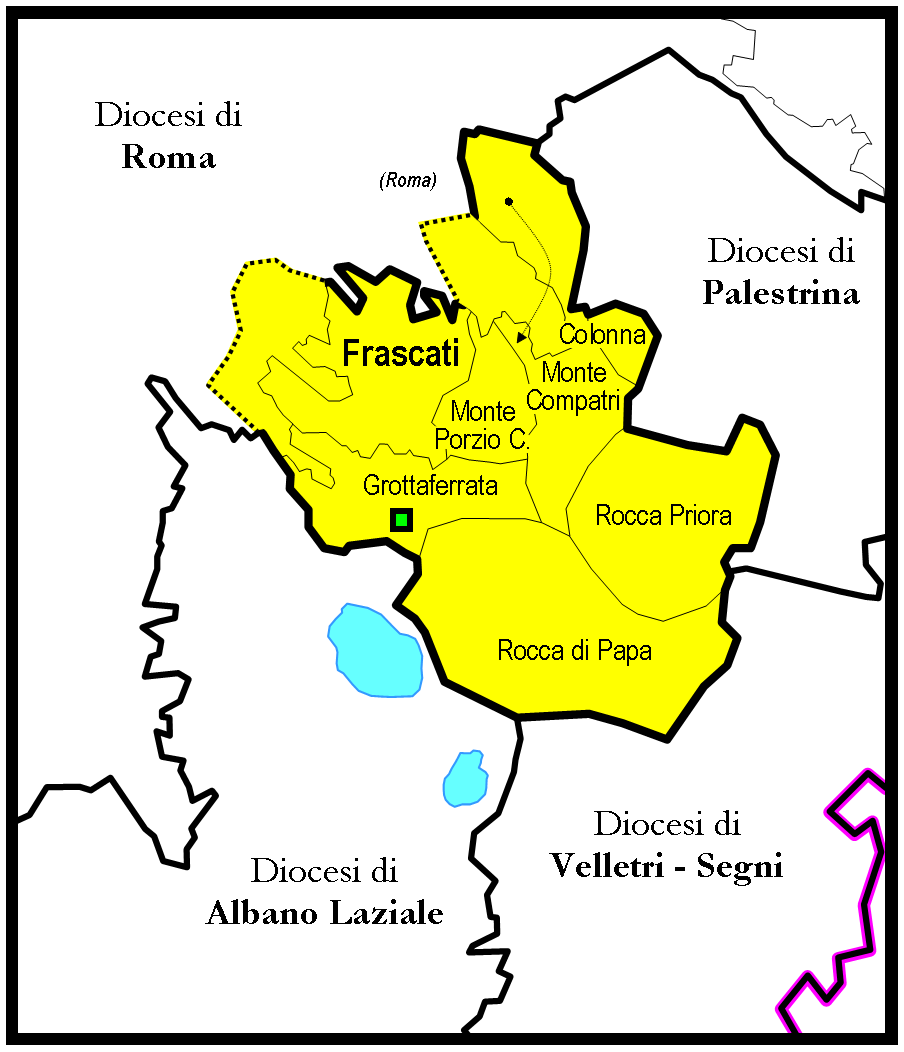
Il territorio della diocesi

Le parrocchie della sede suburbicaria di Frascati sono 24.

## Zone pastorali
La diocesi è divisa in 24 parrocchie raggruppate in 5 zone pastorali. 

### Zona pastorale I
| Parrocchia                        | Patrono                     | Comune   | Frazione/Quartiere |
| --------------------------------- | --------------------------- | -------- | ------------------ |
| Frascati - basilica cattedrale    | San Pietro Apostolo         | Frascati | centro             |
| Frascati - Capocroce              | Beata Vergine Maria         | Frascati | centro             |
| Frascati - Santa Maria in Vineis  | Beata Vergine Maria         | Frascati | Cisternone         |
| Frascati - Santa Maria in Vivario | Beata Vergine Maria         | Frascati | centro             |
| Frascati - Santissimo Sacramento  | Santissimo Sacramento       | Frascati | centro             |
| Cocciano                          | San Giuseppe Lavoratore     | Frascati | Cocciano           |
| Vermicino                         | Sacri Cuori di Gesù e Maria | Roma     | Vermicino          |

### Zona pastorale II
| Parrocchia       | Patrono                                      | Comune        | Frazione/Quartiere |
| ---------------- | -------------------------------------------- | ------------- | ------------------ |
| Grottaferata     | Sacro Cuore di Gesù                          | Grottaferrata | centro             |
| Campi d'Annibale | Sacro Cuore di Gesù                          | Rocca di Papa | Campi d'Annibale   |
| Montiano         | San Camillo de Lellis                        | Grottaferrata | Montiano           |
| Rocca di Papa    | Santa Maria Assunta                          | Rocca di Papa | centro             |
| San Pio X        | San Pio X                                    | Grottaferrata | centro             |
| Squarciarelli    | San Giuseppe Sposo della Beata Vergine Maria | Grottaferrata | Squarciarelli      |

### Zona pastorale III
| Parrocchia          | Patrono                    | Comune              | Frazione/Quartiere |
| ------------------- | -------------------------- | ------------------- | ------------------ |
| Monte Compatri      | Santa Maria Assunta        | Monte Compatri      | centro             |
| Bueno               | San Giuseppe Artigiano     | Rocca Priora        | Bueno              |
| Colle di Fuori      | Madonna del Buon Consiglio | Rocca Priora        | Colle di Fuori     |
| Monte Porzio Catone | San Gregorio Magno         | Monte Porzio Catone | centro             |
| Rocca Priora        | Santa Maria Assunta        | Rocca Priora        | centro             |

### Zona pastorale IV
| Parrocchia       | Patrono                        | Comune         | Frazione/Quartiere |
| ---------------- | ------------------------------ | -------------- | ------------------ |
| Colonna          | San Nicolò Vescovo             | Colonna        | centro             |
| Laghetto         | San Lorenzo Diacono e Martire  | Monte Compatri | Laghetto           |
| Pantano Borghese | Santa Maria Madre della Chiesa | Roma           | Pantano Borghese   |

### Zona pastorale V
| Parrocchia  | Patrono                       | Comune | Frazione/Quartiere |
| ----------- | ----------------------------- | ------ | ------------------ |
| Morena      | Cristo Re                     | Roma   | Morena             |
| Centroni    | Sant'Andrea Apostolo          | Roma   | Centroni           |
| Tor Vergata | Santa Maria Regina della Pace | Roma   | Tor Vergata        |